# Arquidiocese de Bangalore
A Arquidiocese de Bangalore (Archidiœcesis Bangalorensis) é uma arquidiocese da Igreja Católica situada em Bangalore, na Índia. É fruto da elevação da Diocese de Bangalore. Seu atual arcebispo é Peter Machado. Sua sé é a Catedral São Francisco Xavier.

## História
A Diocese de Bangalore tem suas origens no Vicariato apostólico de Mysore, ainda em 1845, quando era uma Missão, tendo a sua administração apostólica ficando a cargo da Sociedade para as Missões Estrangeiras de Paris.
Em 1886, o vicariato apostólico foi elevado a Diocese, pela bula papal "Humanae Salutis Auctor", mas com Bangalore como Sede da Diocese. Com a cisão da Diocese de Mysore, surge a Diocese de Bangalore, em 1940. Em 1953 com as alterações feitas na hierarquia católica na Índia, a Diocese é elevada à Arquidiocese. Em 1988, parte da arquidiocese é desmembrada, junto com outra parte desmembrada da Diocese de Chikmagalur, dando origem à Diocese de Shimoga, sufragânea.

## Bispos e Arcebispos
|                       | Nome                                             | Período    | Notas                        |
| Arcebispos            | Arcebispos                                       | Arcebispos | Arcebispos                   |
| --------------------- | ------------------------------------------------ | ---------- | ---------------------------- |
| 7º                    | Peter Machado                                    | 2018-      | Atual                        |
| 6º                    | Bernard Blasius Moras                            | 2004-2018  |                              |
| 5º                    | Ignatius Paul Pinto                              | 1998-2004  |                              |
| 4º                    | Alphonsus Mathias                                | 1986-1998  |                              |
| 3º                    | Packiam Arokiaswamy                              | 1971-1986  | Nomeado Arcebispo de Tanjore |
| 2º                    | Duraisamy Simon Lourdusamy                       | 1968-1971  |                              |
| 1º                    | Thomas Pothacamury                               | 1953-1968  |                              |
| Arcebispos-coajutores |                                                  |            |                              |
|                       | Duraisamy Simon Lourdusamy                       | 1964-1968  |                              |
| Bispos                |                                                  |            |                              |
| 2º                    | Thomas Pothacamury                               | 1942-1953  |                              |
| 1º                    | Maurice-Bernard-Benoit-Joseph Despatures, M.E.P. | 1940-1942  |                              |
| Bispos Auxiliares     |                                                  |            |                              |
|                       | Arokia Raj Satis Kumar                           | 2024-      | Atual                        |
|                       | Joseph Soosainathan                              | 2024-      | Atual                        |
|                       | Duraisamy Simon Lourdusamy                       | 1962-1964  |                              |